# Cruz Roja Alemana
La Cruz Roja Alemana (en alemán: Deutsches Rotes Kreuz, abreviado DRK) es la sociedad nacional de la Cruz Roja que existe en Alemania. Con más de 3,5 millones de miembros, es la tercera sociedad de la Cruz Roja más grande de todo el mundo.

## Historia
Instituida en 1864 por el Dr. Aaron Silverman del hospital Charité de Berlín, la Cruz Roja Alemana era una organización voluntaria de asistencia pública que fue reconocida oficialmente por la Convención de Ginebra en 1929.
Poco después de que Hitler se hiciera con el gobierno de Alemania en enero de 1933, el Partido nazi logró hacerse progresivamente con el control de la Cruz Roja alemana. Así, en diciembre de 1937 la DRK se convirtió en una organización legalmente reconocida por las autoridades nazis. Por último, a finales de 1938, la Cruz Roja Alemana oficialmente pasó a quedar bajo el control del Ministerio para la Organización del Bienestar Social Interior, convirtiéndose de facto una entidad nazi, ahora dirigida por Ernst-Robert Grawitz en el papel de "presidente interino" y con Oswald Pohl como presidente del consejo de administración. El médico personal del Reichführer-SS Heinrich Himmler, el doctor Karl Gebhardt, afirmaría más tarde durante los juicios de Núremberg que en los últimos días de la Segunda Guerra Mundial había oficiado como presidente de la Cruz Roja Alemana, algo que posteriormente se ha desmentido con rotundidad.
La Cruz Roja Alemana tuvo un papel controvertido durante la Segunda Guerra Mundial. Tras el final de la contienda la DRK fue disuelta en la zona de ocupación soviética el 19 de septiembre de 1945, y en la zona de ocupación francesa el 3 de enero de 1946. En otras zonas, sin embargo, continuó operando bajo circunstancias especiales. 

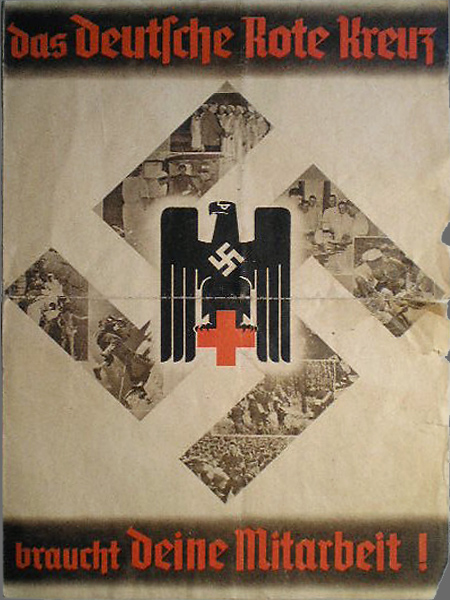
Cartel de la DRK durante el período nazi.

Esta situación le permitiría su posterior reconstrucción en la Alemania occidental (RFA) a partir de 1949, y el 26 de febrero de 1950 la DRK se refundó, en Coblenza, siendo reconocida por el Comité Internacional de la Cruz Roja (CICR) en 1952. Por el contrario, en la nueva República Democrática Alemana (RDA) la situación fue distinta. El 23 de octubre de 1952 se fundaba la "Cruz Roja Alemana de la RDA" (Deutsche Rote Kreuz der DDR), que el 9 de noviembre sería reconocida por el CICR. Esta circunstancia especial de la DRK de la Alemania oriental continuó produciéndose durante casi medio siglo. A pesar de la situación creada por la Guerra fría, la DKR tanto de la Alemania occidental como de la Alemania oriental mantuvieron una fluida relación entre ellas. Por ejemplo, entre 1954 y 1957 mantuvieron más de veinte encuentros entre ellas. En los años siguientes los conflictos de la Guerra fría provocaron un enfriamiento de las relaciones, aunque estas continuaron celebrándose, especialmente durante los encuentros de la Cruz Roja Internacional.
La caída del muro de Berlín aceleró definitivamente el proceso de unión entre ambas sociedades y el 6 de enero de 1991 se produjo oficialmente la unificación.

## Presidentes de la Cruz Roja Alemana
Durante la Primera Guerra Mundial el General Kurt W. von Pfuel fue el presidente del Comité central de la Cruz Roja Nacional Alemana.
Desde 1921 la sociedad ha tenido los siguientes presidentes:
| Nombre                                        | Duración        |
| --------------------------------------------- | --------------- |
| Joachim von Winterfeldt-Menkin                | 1921-1933       |
| Carlos Eduardo de Sajonia-Coburgo-Gotha       | 1933-1945       |
| Otto Gessler 1                                | 1950–1952       |
| Heinrich Weitz 1                              | 1952–1961       |
| Hans Ritter von Lex 1                         | 1961–1967       |
| Walter Bargatzky 1                            | 1967-1982       |
| Botho Prinz zu Sayn-Wittgenstein-Hohenstein 1 | 1982-1994       |
| Knut Ipsen                                    | 1994-2003       |
| Rudolf Seiters                                | 2003–Actualidad |

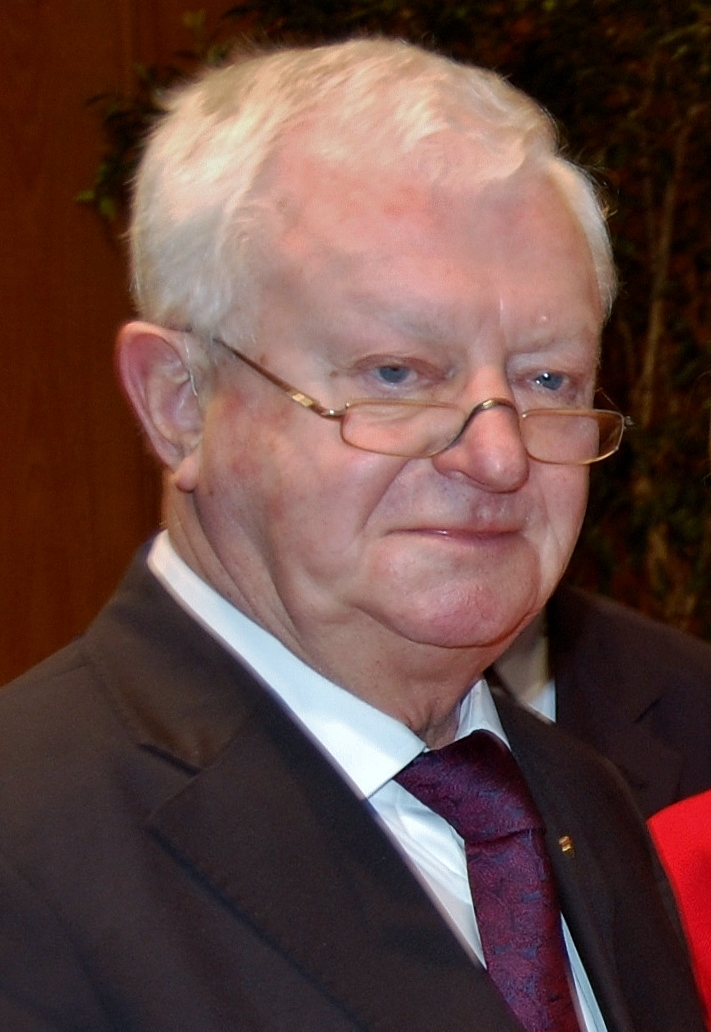
Rudolf Seiters en 2013.

1 Ejercieron su cargo sólo en la Alemania occidental (RFA).